# San Rafael de Onoto
San Rafael de Onoto é uma cidade venezuelana, capital do município de San Rafael de Onoto.